# Richardia scabra
Richardia scabra  es una especie de planta fanerógama perteneciente a la familia Rubiaceae. Está muy extendida, es nativa de las zonas cálidas de América del Norte y América del Sur. En el sureste de Estados Unidos, a menudo se encuentra en hábitats perturbados.

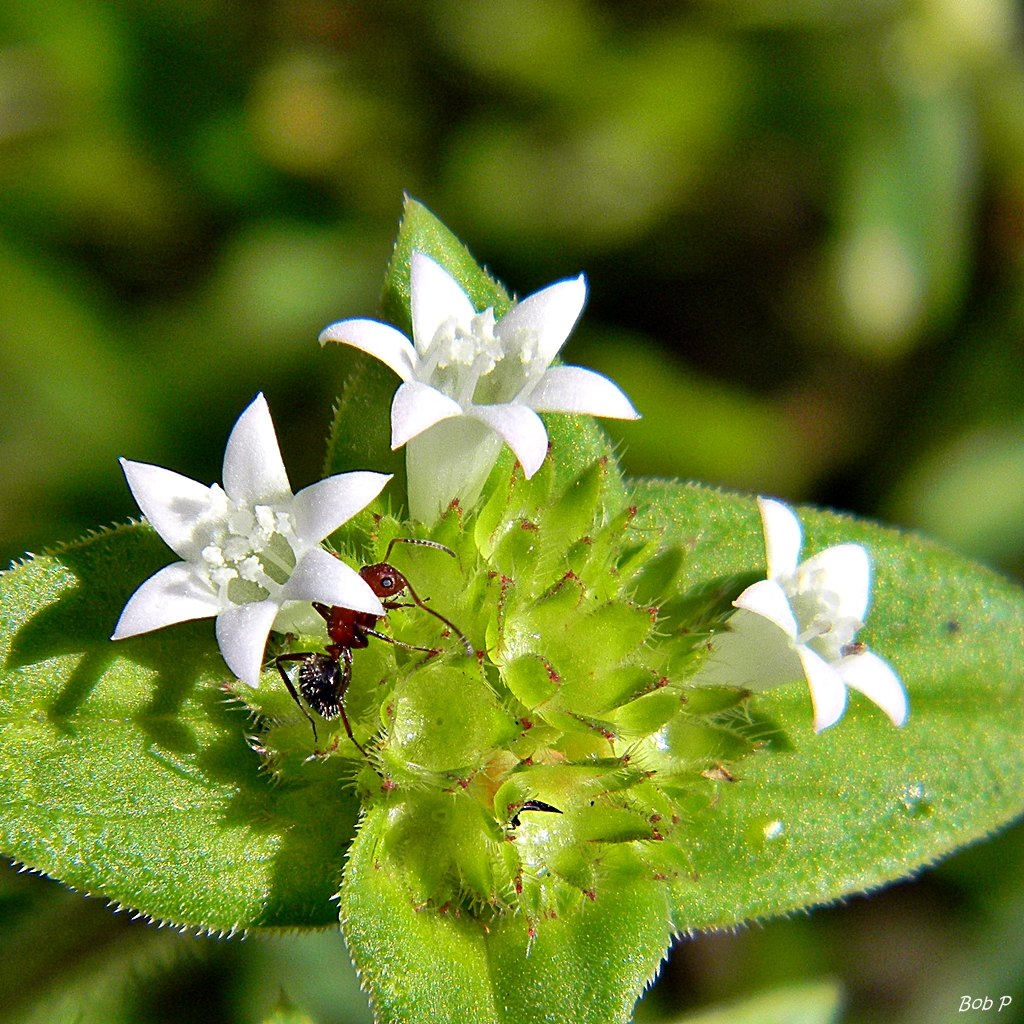
Detalle de las flores

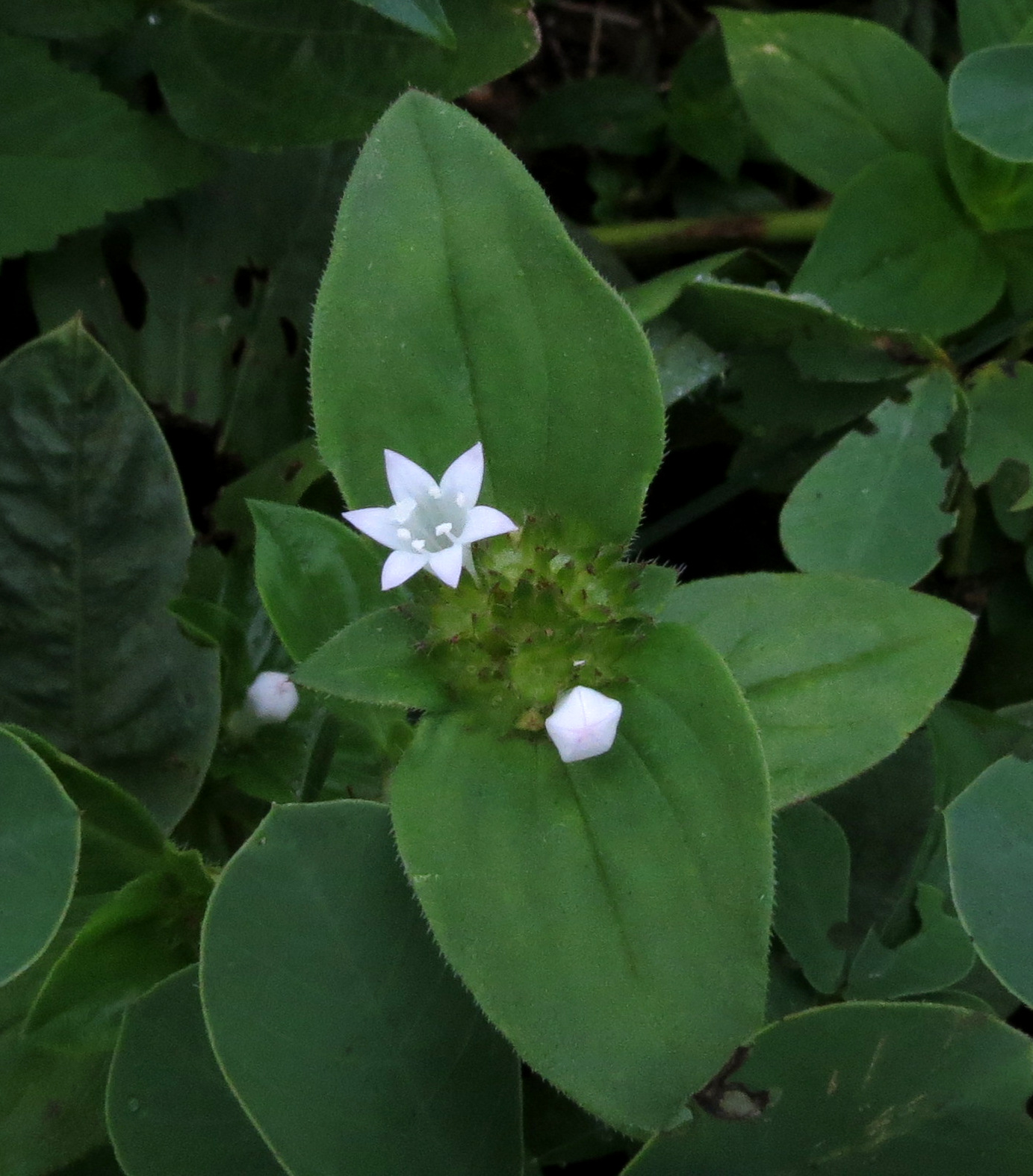
Vista de la planta

## Descripción
Hierbas anuales, pilosas a hirsutas, con tallos que alcanzan un tamaño de hasta 0.7 m de largo; plantas hermafroditas. Las hojas opuestas, elípticas a oblanceoladas, de 1–7 cm de largo y 0.3–2 cm de ancho, ápice y base agudos, papiráceas. Inflorescencias capitadas, terminales, 5–15 mm de diámetro, abrazadas por 2 brácteas foliosas u hojas involucrales, ovadas, sésiles; corola infundibuliforme a rotácea, blanca a rosada, tubo 3–8 mm de largo, lobos 6, 1–3 mm de largo, valvares; ovario 3-locular, óvulo 1 por lóculo. Frutos esquizocárpicos, mericarpos 3, elipsoides, 2–3.5 mm de largo, secos, indehiscentes, con una cicatriz ancha en la cara adaxial (ventral), híspidos en la cara abaxial (dorsal), separados entre sí y del cáliz persistente.

## Hábitat y distribución
Frecuente en sitios ruderales desde el sur de los Estados Unidos hasta Brasil, en las Antillas y adventicia en África y Asia.

## Taxonomía
Richardia scabra fue descrita por Carlos Linneo y publicado en Species Plantarum 1: 330. 1753.
Sinonimia
- Plethyrsis glauca Raf.
- Richardia cubensis A.Rich.
- Richardia pilosa Ruiz & Pav.
- Richardia procumbens Sessé & Moc.
- Richardia scabra var. chacoensis E.L.Cabral & Bacigalupo
- Richardsonia cubensis A.Rich.
- Richardsonia pilosa (Ruiz & Pav.) Kunth
- Richardsonia scabra (L.) A.St.-Hil.
- Spermacoce hirsuta Willd. ex Roem. & Schult.
- Spermacoce involucrata Pursh[3]

## Nombres comunes
- ipecacuana amilácea, ipecacuana blanca, ipecacuana undulada.[4]